# Proagapete
Proagapete is een kevergeslacht uit de familie van de boktorren (Cerambycidae). De wetenschappelijke naam van het geslacht werd voor het eerst geldig gepubliceerd in 1945 door McKeown.

## Soorten
Proagapete omvat de volgende soorten:
- Proagapete auricoma (Newman, 1840)
- Proagapete carissima (Newman, 1845)
- Proagapete vestita (Pascoe, 1866)